# 奧西科韋 (基輔州)
50°19′25″N 29°59′13″E / 50.32361°N 29.98694°E

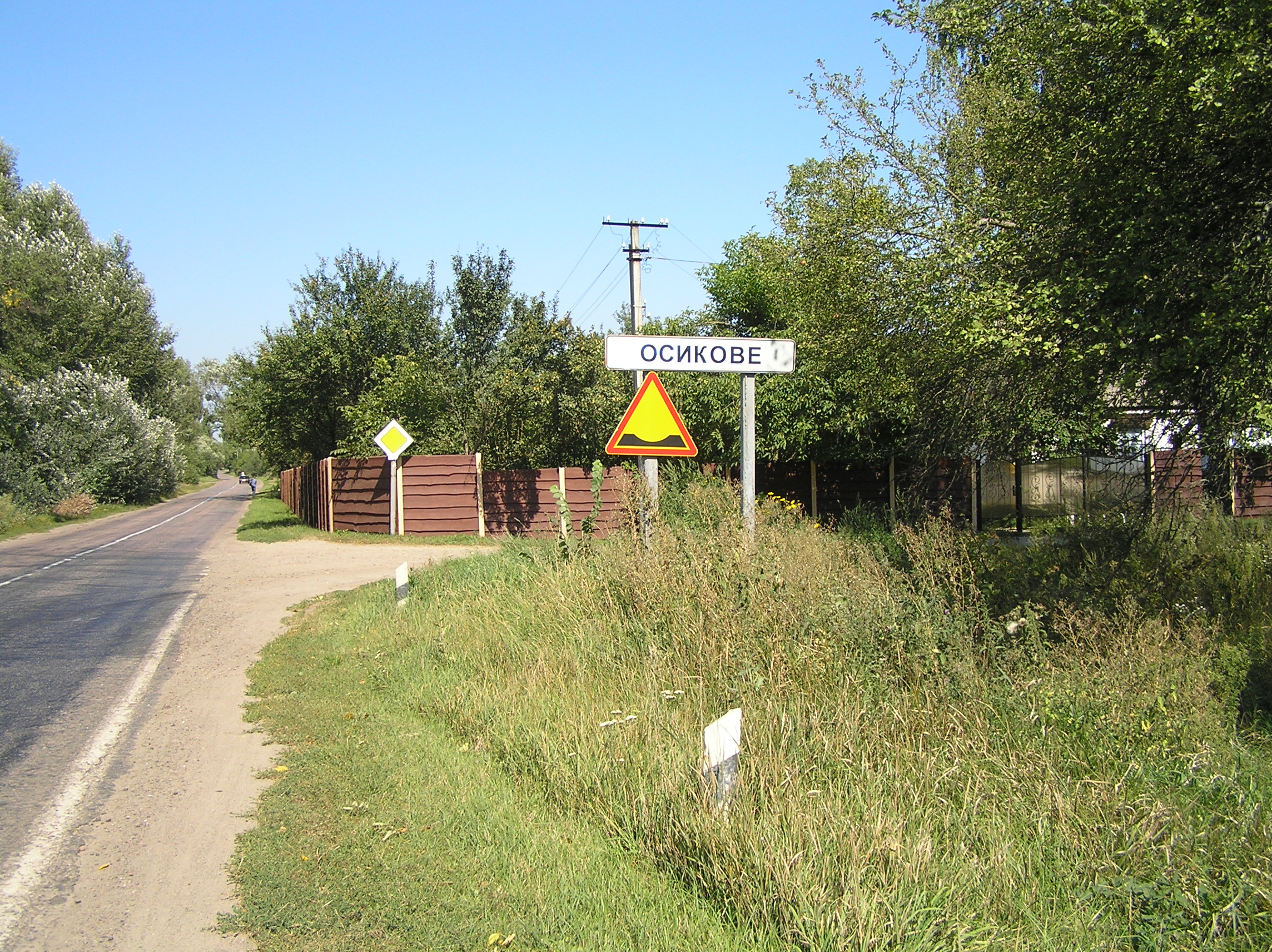
村庄入口标牌

奧西科韋（烏克蘭語：Осикове）是位於烏克蘭北部的村莊，由基辅州法斯蒂夫區的贝希夫市镇負責管轄。該村面積1.9平方公里，海拔高度175米，2001年人口348，人口密度每平方公里183.2人。